# X Factor Adria
X Factor Adria regionalna je inačica popularnog talent showa  X Factor. Hrvatska se priključila ovom talent showu u drugoj sezoni. Kao i originalna britanska inačica, X Factor Adria je glazbeno-natjecateljska emisija čiji cilj je otkriti nove pjevače talente koji imaju takozvani x faktor.

## Faze
Show se sastoji od četiri faza: audicije, bootcamp, kuće sudaca i live emisije.

### Audicije
Audicije su prvi dio procesa odabira. Natjecatelji pjevaju pred producentima, nakon čega producenti šalju odabrane natjecatelje na audiciju pred suce. Audicije pred sucima je prvi dio koji se prenosi na  televiziji. Natjecatelji se predstave pred sucima nakon čega pjevaju. Natjecatelju su potrebna najmanje tri od četiri glasa "da" kako bi napredovali u sljedeću fazu - bootcamp.

### Bootcamp
Bootcamp je druga faza gdje natjecatelji s tri ili četiri glasa "da" ponovno pjevaju pred sucima. Svaki sudac bira 6 natjecatelja (ili grupa) za svoju  kategoriju. Sudci mogu stvoriti grupu iz nekoliko solo pjevača koji nisu dobili mjesto u nekoj kategoriji. Nakon formiranja kategorija, svaki sudac dobiva svoju kategoriju.

### Kuće sudaca
Kuće sudaca je treća faza. Natjecatelji odabrani u bootcampu pjevaju pred sucem/mentorom koji mora odlučiti hoće li ga taj natjecatelj (ili grupa) predstavljati u live emisijama. U odluci mu često pomaže i gostujući sudac. Iako se faza zove "kuće sudaca", natjecatelji često ne pjevaju u kućama sudaca nego na lokacijama koje su rezervirali producenti.

### Live emisije
Live emisije je četvrta i posljednja faza showa. Natjecatelji/grupe pjevaju pred publikom, a javnost odlučuje tko će ostati u showu, a tko će biti eliminiran. Svaki tjedan donosi novu temu. Nakon što su svi natjecatelji/grupe pjevali, broje se glasovi javnosti i objavljuju se natjecatelji/grupe koje su ostale u showu. Dva natjecatelja/grupe koji nisu objavljeni pjevaju pred sucima još jednom nakon čega suci odlučuju tko ostaje, a tko ispada.

## Gosti

### Prva sezona
Gostujući sudci u prvoj sezoni bili su Tony Cetinski u  Željkovoj kući, Leontina Vukomanović u Kristininoj kući, Mustafa Sandal u Emininoj kući i Scott Mills u Kikijevoj kući. Gosti u live emisijama bili su 2Cellos, Jelena Tomašević, Hari Varešanović, Doris Dragović, Jelena Rozga, Tropico Band, Loreen, Kaliopi, Dejan Cukić, Parni Valjak, Ana Stanić i Nataša Bekvalac. Gostu super finala bili su: Piloti, Marija Šerifović, Tijana Dapčević i Madlick.

### Druga sezona
Gostujući sudci u drugoj sezoni bili su Nina Badrić u  Massimovoj kući, Kaliopi u Aleksandrinoj kući, Petar Grašo u  Tončijevoj kući i Mirko Vukmanović u Željkovoj kući. Gosti u live emisijama bili su Mans Zelmerlöw, Magazin, Roma Sijam, Lana Jurčević, SARS, Elena Risteska, Knez, Petar Grašo, Vanna, Karolina Gočeva, Saša Kovačević, Lukijan Ivanović, Jacques Houdek, Slavko Kalezić, Vlaho Arbulić, James Arthur i Jelena Rozga.

## Sezone
Natjecatelj u kategoriji (ili mentor kategorije) "Momci"

     Natjecatelj u kategoriji (ili mentor kategorije) "Djevojke"

     Natjecatelj u kategoriji (ili mentor kategorije) "Preko 27 godina"

     Natjecatelj u kategoriji (ili mentor kategorije) "Grupe"
| Sezona | Početak             | Kraj             | Pobjednik         | Drugo mjesto     | Treće mjesto   | Mentor pobjednik  | Voditelj(i)                                                       | Glavni suci                                                   |
| ------ | ------------------- | ---------------- | ----------------- | ---------------- | -------------- | ----------------- | ----------------------------------------------------------------- | ------------------------------------------------------------- |
| Prva   | 29. listopada 2013. | 22. ožujka 2014. | Daniel Kajmakoski | Tamara Milanović | Maid Hećimović | Željko Joksimović | Ana Grubin Slavko Kalezić Bane Jevtić                             | Emina Jahović Kristina Kovač Kiki Lesendrić Željko Joksimović |
| Druga  | 22. ožujka 2015.    | 21. lipnja 2015. | Amel Ćurić        | Boban Mojsovski  | Iva Ćurić      | Massimo Savić     | Antonija Blaće Aleksandar Radojičić Snezana Velkov Nikolina Pišek | Željko Joksimović Aleksandra Kovač Massimo Savić Tonči Huljić |

## Kategorije i suci/mentori
– Pobjednički sudac/mentor. Pobjednici su podebljani i ukošeni.
| Sezona | Emina Jahović                                                                  | Kristina Kovač                                                                        | Kiki Lesendrić                                                                | Željko Joksimović                                                            |
| ------ | ------------------------------------------------------------------------------ | ------------------------------------------------------------------------------------- | ----------------------------------------------------------------------------- | ---------------------------------------------------------------------------- |
| Prva   | Momci Lukijan Ivanović Aleksa Perović Haris Ćato                               | Grupe Doktori 4U H2O                                                                  | Djevojke Tamara Milanović Ilma Karahmet Aleksandra Brković Aleksandra Sekulić | Preko 27 godina Daniel Kajmakoski Maid Hećimović Maja Novaković Mladen Lukić |
| Sezona | Massimo Savić                                                                  | Aleksandra Kovač                                                                      | Tonči Huljić                                                                  | Željko Joksimović                                                            |
| Druga  | Preko 27 godina Amel Ćurić Danijela Večerinović Jelena Đurić Nikola Marjanović | Momci Boban Mojsovski Antonio Krištofić David Temelkov Milan Bukilić Ilija Mihailović | Grupe Highway Trio 9 Control Adnan & Tarik AnđeliNE Infinitas                 | Djevojke Iva Ćurić Magdalena Bogić Katarina Simić                            |

## Nagrade
Zlatna Bubamara za popularnost (Skopje, Makedonija) - Nagrada za najbolji regionalni TV projekt, 2014.

Zlatna Bubamara za popularnost (Skopje, Makedonija) - Nagrada za otkriće godine Daniela Kajmakoskog, 2014.